# Mistrzostwa Świata w Piłce Nożnej 2010 (eliminacje strefy CONCACAF)/Grupa 1
W Grupie 1 eliminacji do MŚ 2010 biorą udział następujące zespoły:
- Kuba
- Gwatemala
- Trynidad i Tobago
- Stany Zjednoczone

## Tabela
| Miejsce | Drużyna           | Mecze | Punkty | Zwyc. | Rem. | Por. | Bramki |
| ------- | ----------------- | ----- | ------ | ----- | ---- | ---- | ------ |
| 1       | Stany Zjednoczone | 6     | 15     | 5     | 0    | 1    | 13-3   |
| 2       | Trynidad i Tobago | 6     | 11     | 3     | 2    | 1    | 9-6    |
| 3       | Gwatemala         | 6     | 5      | 1     | 2    | 3    | 6-7    |
| 4       | Kuba              | 6     | 3      | 1     | 0    | 5    | 5-15   |

## Wyniki
| 21 sierpnia 2008 | Gwatemala | 0-1(0-0) | Stany Zjednoczone · Bocanegra 69' | Estadio Mateo Flores, Gwatemala · Widzów: 26 000 · Sędzia: Enrico Wijngaarde Surinam |
|                  |           |          |                                   |                                                                                      |

| 21 sierpnia 2008 | Kuba · Marquez 85' | 1-3(0-1) | Trynidad i Tobago · Daniel 27' 61' · Glen 66' | Estadio Pedro Marrero, Hawana · Widzów: 4 000 · Sędzia: Benito Archundia Meksyk |
|                  |                    |          |                                               |                                                                                 |

| 6 września 2008 | Kuba | 0-1(0-1) | Stany Zjednoczone · Dempsey 40' | Estadio Pedro Marrero, Hawana · Widzów: 12 000 · Sędzia: Joel Aguilar Salwador |
|                 |      |          |                                 |                                                                                |

| 6 września 2008 | Trynidad i Tobago · Daniel 84' | 1-1(0-0) | Gwatemala · Santizo 90' | Hasely Crawford Stadium, Port-of-Spain · Widzów: 9 500 · Sędzia: Roberto Moreno Panama |
|                 |                                |          |                         |                                                                                        |

| 10 września 2008 | Gwatemala · Ruiz 37' 54' · Rodríguez 85' · Contreras 90' | 4-1(1-1) | Kuba · Linares 34' | Estadio Mateo Flores, Gwatemala · Widzów: 30 000 · Sędzia: Marco Rodríguez Meksyk |
|                  |                                                          |          |                    |                                                                                   |

| 10 września 2008 | Stany Zjednoczone · Bradley 10' · Dempsey 18' · Ching 57' | 3-0(2-0) | Trynidad i Tobago | Toyota Park, Illinois · Widzów: 11 452 · Sędzia: Courtney Campbell Jamajka |
|                  |                                                           |          |                   |                                                                            |

| 11 października 2008 | Gwatemala | 0–0(0-0) | Trynidad i Tobago | Estadio Mateo Flores, Gwatemala · Widzów: 29 000 · Sędzia: Silviu Petrescu Kanada |
|                      |           |          |                   |                                                                                   |

| 11 października 2008 | Stany Zjednoczone · Beasley 11' 31' · Donovan 48' · Ching 63' · Altidore 87' · Onyewu 90' | 6–1(2-1) | Kuba · Munoz 32' | RFK Stadium, Waszyngton · Widzów: 20 293 · Sędzia: Roberto Moreno Panama |
|                      |                                                                                           |          |                  |                                                                          |

| 15 października 2008 | Trynidad i Tobago · Latapy 62' · Yorke 79' (k.) | 2–1(0-0) | Stany Zjednoczone · Davies 75' | Hasely Crawford Stadium, Port-of-Spain · Widzów: 19 000 · Sędzia: Walter Quesada Kostaryka |
|                      |                                                 |          |                                |                                                                                            |

| 15 października 2008 | Kuba · Colome 46+' · Urgelles 87' | 2–1(1-0) | Gwatemala · Papa 79' | Estadio Pedro Marrero, Hawana · Widzów: 6 000 · Sędzia: Courtney Campbell Jamajka |
|                      |                                   |          |                      |                                                                                   |

| 19 listopada 2008 | Trynidad i Tobago · Jones 67' · Yorke 69' · Daniel 89' | 3-0(0-0) | Kuba | Hasely Crawford Stadium, Port-of-Spain · Widzów: 18 000 · Sędzia: Enrico Wijngaarde Surinam |
|                   |                                                        |          |      |                                                                                             |

| 19 listopada 2008 | Stany Zjednoczone · Cooper 54' · Adu 69' | 2–0(0-0) | Gwatemala | Commerce City, Kolorado · Widzów: Dick's Sporting Goods Park, Commerce City · Sędzia: Benito Archundia Meksyk |
|                   |                                          |          |           | |